# Deák Ferenc (labdarúgó, 1924)
Deák Ferenc, Deák László (Budapest, 1924. július 23. – ?, 1969. szeptember) magyar labdarúgó, csatár, edző. A sportsajtóban Deák II Ferenc volt a neve.

## Pályafutása
Az 1947–48-as idényben a Ferencváros labdarúgója volt és tagja volt a bronzérmes csapatnak. Az 1950-es őszi és az 1951-es idényben a Győri Vasas ETO játékosa volt.
1952. február 24-én mutatkozott be a Bp. Kinizsi vezetőedzőjeként a Dorog ellen, ahol csapata 5–0-s vereséget szenvedett. 30 bajnoki mérkőzésen ült a kispadon, mint az FTC trénere. Utolsó mérkőzése 1953. március 1-jén volt a Csepeli Vasas ellen, ahol 2–1-es csepeli győzelem született.

## Sikerei, díjai
- Magyar bajnokság
  - 3.: 1947–48